# Cibeureum (Cisarua)
Cibeureum is een bestuurslaag in het regentschap Bogor van de provincie West-Java, Indonesië. Cibeureum telt 14.681 inwoners (volkstelling 2010).